# Anatoli Herei
Anatoli Anatoliyovych Herei –en ucraniano, Анатолій Анатолійович Герей– (Úzhhorod, 31 de marzo de 1989) es un deportista ucraniano que compite en esgrima, especialista en la modalidad de espada.
Ganó tres medallas en el Campeonato Mundial de Esgrima entre los años 2013 y 2019, y cuatro medallas en el Campeonato Europeo de Esgrima entre los años 2012 y 2017.
Participó en los Juegos Olímpicos de Verano, ocupando el cuarto lugar en Río de Janeiro 2016 y el sexto en Tokio 2020, en la prueba por equipos.

## Palmarés internacional
| Campeonato Mundial | Campeonato Mundial | Campeonato Mundial | Campeonato Mundial |
| Año                | Lugar              | Medalla            | Prueba             |
| ------------------ | ------------------ | ------------------ | ------------------ |
| 2013               | Budapest (Hungría) | Medalla de plata   | Espada por equipos |
| 2015               | Moscú (Rusia)      | Medalla de oro     | Espada por equipos |
| 2019               | Budapest (Hungría) | Medalla de plata   | Espada por equipos |
| Campeonato Europeo |                    |                    |                    |
| Año                | Lugar              | Medalla            | Prueba             |
| 2012               | Legnano (Italia)   | Medalla de bronce  | Espada por equipos |
| 2013               | Zagreb (Croacia)   | Medalla de bronce  | Espada por equipos |
| 2016               | Toruń (Polonia)    | Medalla de bronce  | Espada por equipos |
| 2017               | Tiflis (Georgia)   | Medalla de plata   | Espada por equipos |